# Терра-3
Комплекс средств вооружений противоракетной и противокосмической обороны «Терра-3» (сокр. КСВ ПРО и ПКО «Т-3», экспериментальный комплекс в служебной документации проходил под кодовым обозначением Объект 2505) — проект зональной системы противоракетной и противокосмической обороны с лучевым поражающим элементом на основе лазера, который реализовывался в рамках советской программы разработки лазерного оружия высокой мощности для целей ПРО «Терра» в 1965—1992 гг. (наиболее интенсивная их фаза — до 1977 г.) целым рядом научно-исследовательских, научно-производственных и опытно-конструкторских учреждений под общим руководством Н. Г. Басова. Научно-экспериментальный стрельбовый лазерный комплекс (НЭК) «Терра-3» сооружался для проведения экспериментальных работ на Балхашском полигоне. Проект НЭК неоднократно пересматривался и уточнялся в 1966—1975 гг. по мере того, как углублялось понимание проблем воздействия излучения на мишени и совершенствовалась лазерная техника. НЭК не был завершен, только система наведения была полностью смонтирована, но не испытана, были смонтированы вспомогательные лазеры локатора наведения и имитатор силового луча. Как средство противокосмической обороны и противоспутниковое оружие комплекс себя оправдал, но его испытания в 1970-е — нач. 1980-х гг. показали, что генерируемой им мощности лазерного луча не хватает для разрушения боеголовок баллистических ракет. После распада СССР работы осуществлявшиеся в рамках программы «Терра» и «Омега» были прекращены. В конце 1990-х гг., после того, как Министерство обороны РФ прекратило опытно-конструкторские работы, часть объектов полигонного комплекса была уничтожена, оставшаяся материально-техническая база, созданная к тому времени, была передана Министерству обороны Республики Казахстан, после чего перешла на баланс местных органов туризма, с тех пор представляющее ценность военное имущество демонтировано и разворовано, руины зданий и сооружений используются в музейно-туристических целях.

## Начало проекта
Идея изучения возможности использования излучения мощного лазера для поражения головных частей баллистических ракет на конечном участке траектории их полёта возникла в 1964 г. у Н. Г. Басова и О. Н. Крохина. В рамках научно-исследовательских работ в области создания систем противоракетной обороны в СССР проводилось изучение возможности использования в системах ПРО лазеров, СВЧ-излучения, систем космического базирования. Осенью 1965 г. Н. Г. Басовым, научным руководителем Всесоюзного научно-исследовательского института экспериментальной физики Ю. Б. Харитоном, заместителем директора Государственного оптического института по научной работе Е. Н. Царевским и главным конструктором ОКБ-30 Г. В. Кисунько была направлена служебная записка в Центральный комитет КПСС, в которой говорилось о принципиальной возможности поражения головных частей баллистических ракет (ГЧБР) лазерным излучением и предлагалось развернуть соответствующую экспериментальную программу. Предложение было одобрено и в 1966 г. решением советского правительства была утверждена программа работ по созданию лазерной стрельбовой установки «Терра-3», подготовленная совместно ОКБ «Вымпел», ФИАН и ВНИИЭФ. В 1969 г. из ОКБ «Вымпел» выделился коллектив СКБ, на основе которого возникло ЦКБ «Луч» (впоследствии НПО «Астрофизика»), на которое и было возложено выполнение программы «Терра-3». Одним из доводов в пользу начала работ над проектом «Терра-3», помимо соображений противоракетной обороны, была необходимость распознавать с земли и отслеживать траекторию полёта гражданских и военных спутников противника на геосинхронной орбите. На построенном в конце 1960-х гг. на полигоне Сары-Шаган научно-экспериментальном комплексе «Терра-3» проводились работы по применению высокоэнергетических фотодиссоционных лазеров (ВФДЛ) в интересах решения задач противоракетной обороны. Главным конструктором ЦКБ «Луч» и руководителем проекта НЭК «Терра-3», совершенно неожиданно для лиц участвующих в проекте, был назначен работавший в одном из оборонных конструкторских бюро опытный конструктор-ракетчик М. Г. Васин, который никогда ранее не занимался лазерами и лазерными системами. Его назначение свидетельствовало о том, что руководство ВПК СССР считало принципиальные научно-технические проблемы применения лазерного оружия для целей противоракетной обороны уже решёнными и возлагало на вновь созданную организацию в основном конструкторско-техническое оформление этих решений, — по мнению канд. физ.-мат. наук П. В. Зарубина, в те годы являвшегося начальником главного управления Министерства оборонной промышленности СССР, это было весьма ошибочным решением, что и проявилось в дальнейшем.

## Задействованные структуры
Головным учреждением, ответственным за реализацию проекта проекта системы ПРО «Терра-3», было назначено специально сформированное для этих целей ЦКБ «Луч» (впоследствии НПО «Астрофизика»), совместно с рядом научных организаций, а также учреждений военно-промышленного комплекса СССР: ВНИИЭФ, ФИАН, ОКБ «Вымпел», КБ «Автоматические системы» и другими. Лазерная аппаратура создавалась ОКБ «Радуга» (И. С. Косьминов). Разработка фотодиссоционного лазера велась ЦКБ «Луч» совместно с конструкторским бюро Пермского машиностроительного завода; работы по CO2-лазерам с электронной предыонизацией совместно с филиалом Института атомной энергии в Троицке (Е. П. Велихов). Проектирование системы наведения велось в лаборатории Государственного оптического института (П. П. Захаров) совместно с конструкторским бюро специальных оптических систем Ленинградского оптико-механического объединения (Р. М. Кашерининов, Б. Я. Гутников). В проведении работ участвовали Физический институт АН СССР, Институт общей физики АН СССР, Институт атомной энергии им. И. В. Курчатова. Высокоточное опорно-поворотное устройство создавалось на ленинградском заводе «Большевик». Высокоточные приводы и безлюфтовые редукторы для опорно-поворотных устройств разрабатывались ЦНИИ автоматики и гидравлики с участием МВТУ им. Н. Э. Баумана. Полигонные испытания и все работы по созданию экспериментального образца проходили на территории 10-го ГНИИП МО СССР (Казахская ССР). Исследования по применению непрерывных химических лазеров (НХЛ) были предусмотрены программой «Терра-3», хотя и не имели непосредственной связи с созданием НЭК. Они были инициированы Н. Г. Басовым и осуществлялись кооперацией коллективов ФИАНа (А. Н. Ораевский), ЦКБ «Луч» (В. К. Орлов, А. К. Пискунов), Конструкторского бюро энергетического машиностроения (КБЭМ, главный конструктор В. П. Радовский, руководитель направления — Б. И. Каторгин), Государственного института прикладной химии (В. С. Шпак, М. А. Ротинян), Института химической физики АН СССР (В. Л. Тальрозе) и ряда других организаций. На научной базе ОКБ «Радуга» проводились заседания научно-технических советов (НТС) под председательством Н. Г. Басова с участием практически всех ведущих учёных-лазерщиков страны, а иногда и президентов Академии наук СССР А. П. Александрова и Г. И. Марчука и других видных учёных, а также представителей военно-политического руководства страны, высокопоставленных должностных лиц партийно-государственного аппарата.

## Ход проекта
На объекте 2505 были построены контрольно-огневая позиция (КОП) для испытаний фотодиссоционных лазеров (ФДЛ), зона «Г», предназначенная для хранения и сборки ФДЛ и зона «Д». Уже в ноябре 1973 года на КОПе была проведена первая экспериментальная боевая работа в условиях полигона. В 1974 году, для обобщения проведенных работ по созданию вооружения и военной техники на новых физических принципах, на полигоне, в зоне «Г» была организована выставка с показом новейших средств, разработанных всей промышленностью СССР в этой области. Выставку посетил Министр обороны СССР Маршал Советского Союза А. А. Гречко. Была проведена боевая работа с использованием спецгенератора. Боевым расчётом руководил подполковник И. В. Никулин. Впервые на полигоне была поражена лазером мишень размером с пятикопеечную монету на малой дальности. Достигнутые успехи ускорили работы по созданию экспериментального боевого лазерного комплекса. Основным элементом комплекса было сооружение 41/42, в котором размещалась большая часть боевых средств и средств наведения, специальное техническое оборудование. Испытательные работы на этом сооружении проводил 5-й отдел 3-го испытательного комплекса (начальник отдела полковник И. В. Никулин). Однако, отмечалось определённое запаздывание в разработке мощного генератора для реализации технических задач комплекса. Было принято решение установить экспериментальный модуль генератора с достигнутыми на тот момент характеристиками для отработки боевого алгоритма. Для этих целей, недалеко от сооружения 41/42В было построено сооружение 6А. В такой конфигурации комплекс являлся достаточно эффективным противоспутниковым оружием, однако проблема генератора достаточной мощности для решения задач противоракетной обороны так и не была решена. Основные сооружения НЭК выполнялись из монолитного железобетона и особо прочных конструкций, чтобы выдерживать воздействие ударной волны и потенциально возможных осколков, возникающих при одновременном взрыве многих ФДЛ. Здание системы наведения было удалено от площадки для взрывных лазеров и бункера ВКР-лазера на расстояние около километра для того, чтобы взрывная волна достигала здания, в котором находилась точная оптика системы наведения, уже после того, как импульс излучения уйдёт к цели, а также чтобы защитить систему наведения от фрагментов лазера. В целом темпы строительства на полигоне были невысокими, его реальный ход на несколько лет отставал от директивных графиков. По мнению П. В. Зарубина это не нанесло существенного вреда программе, так как позволяло конструкторам своевременно вносить доработки, а временами и коренные изменения в устройства и системы НЭК в соответствии с текущей необходимостью.

## Завершение проекта
Несмотря на целый ряд успехов, в 1976—1977 гг. разработчики и руководство проекта «Терра-3» столкнулись с неосуществимостью на практике идеи поражения ГЧБР лазером и начиная с 1977 г. проект «Терра-3», формально существуя, стал по факту планомерно сворачиваться, что отразилось на резком снижении темпов работ. Как полагает П. В. Зарубин, ведущие ученые, включая Н. Г. Басова, возглавлявшего научную часть проекта, пришли к этому выводу ещё раньше, — было понятно, что энергетика лазеров и технические решения, использованные в НЭК «Терра-3», заведомо не могут обеспечить доставки к цели лазерной энергии, необходимой для поражения ГЧБР. Кроме того, стали очевидными и трудности, возникающие при прохождении столь мощного излучения через атмосферу. Немалые проблемы выявились в ходе разработки и изготовления системы наведения луча, к которой, как и ко многим другим частям комплекса «Терра-3», предъявлялись крайне высокие требования по динамике и точности наведения, по лучевой прочности оптики и по ряду других характеристик. Ко второй половине 1970-х гг. в руках создателей комплекса не было лазерного луча такой мощности, какая требовалась для поражения ГЧБР, а реализуемых предложений по решению этой задачи не было, — поступавшие предложения требовали многолетних исследований и длительной практической отработки, и не укладывались в рамки программы испытаний комплекса, не говоря уже о расходной части предлагаемых решений, требующих колоссальных затрат средств и ресурсов. Фактически, разработчики из ЦКБ «Астрофизика» оказались в техническом тупике: параметры спроектированного и сооружаемого комплекса не позволяли надеяться на поражение ГЧБР. Параллельно выполняемые по инициативе Н. Г. Басова исследования в области лазеров других типов хотя и привели к значительному улучшению энергетических характеристик этих лазеров, однако, как и в случае взрывных ФДЛ, не дали каких-либо значимых результатов, которые могли бы дать основание для ожиданий, что ГЧБР можно поразить лазерным излучением в близкой перспективе и при разумных затратах. Начатые на полигоне во второй половине 1970-х гг. испытания системы наведения луча были ещё далеки от завершения и сталкивались с серьёзными трудностями, как технического, так и организационного характера. При этих испытаниях вместо мощного лазера использовался имитатор — лазер относительно малой мощности на стекле с неодимом. Вопреки сообщениям американской печати, переоценивавшей темпы работ над проектом и успехи советских разработчиков, работы шли крайне медленно и до этапа стрельб по реальным ГЧБР не дошли. Появлявшиеся у участвующих в проекте учёных новые идеи в области лазерной физики и техники часто были оригинальными и имели весьма существенное значение для развития сферы практического применения лазеров, — так, именно в программе «Терра-3» специалистами ВНИИЭФ и ФИАН впервые было предложено использовать обращение волнового фронта для доставки энергии к цели. В целом, в ходе научно-исследовательских программ по лазерам, выполнявшихся под руководством Н. Г. Басова не только в рамках проекта «Терра-3», были достигнуты значительные успехи и сделан ряд крупных открытий, — несмотря на это, указанные достижения не решали проблем проекта «Терра-3». Кроме того, что они не обеспечивали решения основной задачи, поставленной перед разработчиками, — поражения ГЧБР лазерным лучом, — все эти достижения не были и не могли быть предусмотрены в НЭК «Терра-3» в том его виде, в каком он был задуман и сложился ко второй половине 1970-х гг. Их использование, кроме того, в ряде случаев требовало коренной переработки схемы комплекса и, соответственно, переделки его оборудования, а также серьёзной переработки программы уже начатых экспериментальных и теоретических исследований. Руководители проекта стали заложниками бюрократических процедур и той научно-промышленной базы, которая обслуживала саму себя и к тому времени уже развивалась по собственной логике, — дело в том, что с момента начала работ по проекту в него вовлекалось всё большее количество учреждений и структур, каждая из которых была заинтересована в продолжении проекта в том или ином виде, так как он обеспечивал им стабильную загруженность работой и занятость для их персонала и, как отмечает П. В. Зарубин, весь этот «маховик» продолжал крутиться и не мог быть разом остановлен. Признать прямо нереализуемость поставленной задачи при существовавшем уровне материально-технической базы ни учёные, ни конструкторы, ни военные заказчики на протяжении длительного времени не решались. Немаловажным фактором был и аспект родственных связей, так как в 1978 г. пост генерального конструктора, а затем директора головного учреждения работ по проекту «Терра-3» занял Н. Д. Устинов — сын фактического руководителя советского военно-промышленного комплекса, Министра обороны СССР Маршала Советского Союза Д. Ф. Устинова. Но работы велись уже более десяти лет, а создание лазерной системы ПРО, казалось, откладывалось всё дальше и дальше. Несмотря на то, что программа «Терра-3» находилась в кризисе, она продолжала финансироваться, для её нужд было создано специальное предприятие, развивалась производственная база, прямо или косвенно в её интересах работали десятки предприятий и учреждений. Тем временем, ощущение тупиковости работы постепенно выходило за пределы круга разработчиков и распространялось на руководство. Кроме того, за описываемый период времени в стране был достигнут значительный прогресс в создании традиционных ракетных систем противоракетной обороны, уже поставлена на боевое дежурство первая система ПРО административно-промышленного района Москвы А-35, и актуальность создания лазерной системы ПРО существенно уменьшилась, что позволяло законсервировать проект и отложить контрольные испытания по нему на неопределённый срок. Некоторые элементы комплекса использовались для других целей невоенного характера, а также измерительных работ. Так, с помощью экспериментального лазерного локатора ЛЭ-1 проводились работы по получению информации о движении космических объектов.

## Элементы комплекса
В состав полигонного образца комплекса «Терра-3» входили следующие элементы:
Литерно-числовые индексы ГРАУ для отдельных элементов комплекса указаны в скобках.

### Средства управления
- Командно-вычислительный пункт КВП (5Н76П)

### Средства автоматизации
- Электронно-вычислительная техника — 3 ЦВК М-6000

### Средства наведения
- Станция наведения

- Опорно-поворотное устройство ОПУ для вращения лазерной боевой установки и наведения её на цели в полусферической зоне поражения
- Точный лазерный локатор ЛЭ-1 (5Н27) для точного определения координат целей и получения информации о параметрах траектории, форме и размерах цели

- Пульт управления
- Телескоп наведения ТГ-1
- Вспомогательный лазер

- Система передачи данных СПД
- Система единого времени СЕВ

### Боевые средства
- Стрельбовый комплекс (5Н76)

- Аппаратура управления боевыми средствами
- Лазерная боевая установка для поражения воздушно-космических целей

- Лазер ФО-21 «Бедняк»
- Рубиновые лазеры — 19 ед.

- Взрывомагнитный генератор ВМГ для генерирования лазерного луча требуемой мощности

- ВКР-лазер — сумматор АЖ-5Т и АЖ-7Т лазер 3Д-01 на жидком кислороде
- Взрывные иодные фотодиссоционные лазеры ФДЛ ФО-13 и ФО-32 — 8 ед. одноразового и многократного применения

- Передаточный механизм для передачи лазерного луча с генерирующих мощностей на боевую установку

- Подземный оптический канал протяжённостью около 1 км

### Инфраструктура
- Контрольно-огневая позиция КОП (5Ж16К)
- Комплекс железобетонных зданий и сооружений военного назначения для размещения различных элементов комплекса, его боевых средств, средств обнаружения и наведения, средств управления

- Сооружение 41/42В с защитным куполом и другими броневыми элементами, системами энергоснабжения, вентиляции, пожарной безопасности, сигнализации и другими системами жизнеобеспечения
- Сооружение 6А для размещения генерирующих мощностей
- Подземные сооружения для размещения персонала и наиболее уязвимых элементов материальной части
- Система энергоснабжения включала в себя большое число специальных высоковольтных кабелей, позволявших подводить к лазеру ток в сотни тысяч ампер

- Комплекс административно-хозяйственных зданий и сооружений для обеспечения деятельности комплекса в условиях повседневной обстановки
- Линии связи — проводных коммуникаций для передачи команд и другой оперативной информации
- Наземные и подземные пути сообщения для свободного перемещения лиц начальствующего состава, оперативного и технического персонала, военнослужащих подразделений охраны и обеспечения

- Дорожная сеть для движения по территории объекта грузопассажирского автотранспорта и своевременного обеспечения работы отдельных элементов комплекса необходимыми материалами и комплектующими
- Тоннельная сеть для обеспечения безопасного перемещения людей и поддержания работоспособности комплекса, ввиду повышенной опасности работы взрывомагнитного генератора и излучения с одной стороны, и в условиях активных мероприятий наступательного характера, осуществляемых условным противником с другой

### Средства обеспечения
- Автотранспортные средства различной конфигурации и целевого предназначения (перевозка личного состава, военного имущества, разного рода жидких и сухих грузов)
- Другие средства материально-технического обеспечения

### Средства маскировки
- Защитные жестяные кожухи и брезентовые чехлы для маскировки элементов комплекса от средств космической разведки противника

### Защитные средства
- Средства защиты от оружия массового поражения

## Хронология проекта
Работы по программе «Терра-3» развивались в двух основных направлениях: лазерная локация (включая проблему селекции целей) и лазерное поражение головных частей баллистических ракет. За весь период работ были пройдены следующие этапы:
| Предыстория     | Предыстория |
| --------------- | --- |
| 1961            | начаты фундаментальные исследования в области фотодиссоционных лазеров, в части общих перспектив их создания (С. Г. Раутиан и И. И. Собельман, ФИАН) |
| 1962            | в ОКБ-30 совместно с ФИАН начаты исследования лазерной локации, а также предложено использовать излучение фронта ударной волны для оптической накачки лазера (О. Н. Крохин, ФИАН)                                                                                    |
| 1963            | в ОКБ-30 начаты проработки проекта точного лазерного локатора ЛЭ-1 |
| 1965            | Н. Г. Басовым, Ю. Б. Харитоном, Е. Н. Царевским и Г. В. Кисунько направлена служебная записка в ЦК КПСС, в которой говорилось о принципиальной возможности поражения ГЧБР лазерным излучением и предлагалось развернуть соответствующую экспериментальную программу. |
| 1965            | начаты эксперименты с высокоэнергетическими фотодиссоционными лазерами (ВФДЛ), достигнута мощность 20 Дж (ФИАН и ВНИИЭФ). |
| История проекта | |
| 1966            | программа «Терра-3» утверждена решением ЦК КПСС и Совета Министров СССР. |
| 1966            | в ОКБ «Вымпел» под руководством О. А. Ушакова начата разработка эскизного проекта полигонного экспериментального комплекса «Терра-3». |
| 1966            | с ВФДЛ получена энергия в импульсе 100 Дж. |
| 1967            | выбрана принципиальная схема экспериментального лазерного локатора ЛЭ-1 (ОКБ «Вымпел», ФИАН, ГОИ). |
| 1967            | с ВФДЛ получена энергия в импульсе 20 кДж. |
| 1968            | рассмотрение эскизного проекта НЭК «Терра-3» рядом экспертных и научно-технических советов. |
| 1968            | с ВФДЛ получена энергия в импульсе 300 кДж. |
| 1968            | начаты работы по программе изучения воздействия лазерного излучения на объекты и уязвимости материалов, программа завершена в 1976 г. |
| 1968            | начаты исследования и создание ФВ, CO2, CO лазеров высокой энергии (ФИАН, ЦКБ «Луч», ВНИИЭФ, ГОИ и др.), работы завершены в 1976 г. |
| 1969            | с ВФДЛ получена энергия в импульсе около 1 MДж. |
| 1969            | завершён эскизный проект полигонного экспериментального комплекса «Терра-3». |

| 1969 | закончена разработка локатора ЛЭ-1 и выпущена документация. |
| 1969 | начата разработка фотодиссоционного лазера (ФДЛ) с накачкой излучением электрического разряда. |
| 1969 | на территории 10-го ГНИИП Министерства обороны СССР (в/ч 03080, полигон ПРО «Сары-Шаган»), на площадке № 38 (в/ч 06544) начато строительство сооружений для экспериментальных работ по лазерной тематике. |
| 1971 | в соответствии с распоряжением Совета Министров СССР № 331-рс были утверждены согласованные предложения Министерства оборонной промышленности и Министерства обороны о создании единой межведомственной базы этих министерств. |
| 1971 | строительство полигонного комплекса временно приостановлено по техническим причинам. |
| 1972 | для проведения экспериментальных работ по лазерам (вне программы «Терра-3») принято решение о создании межведомственного научно-исследовательского центра ОКБ «Радуга» с лазерным полигоном. |
| 1973 | возобновление строительства полигонного комплекса по итогам корректировки проекта. |
| 1973 | начат промышленный выпуск ВФДЛ — ФО-21, Ф-1200, ФО-32. |
| 1973 | на территории 10-го ГНИИП МО СССР начат монтаж экспериментального лазерного комплекса с локатором ЛЭ-1, начата отработка и испытания ЛЭ-1. |
| 1973 | первая экспериментальная боевая работа в условиях полигона. |
| 1974 | созданы ВКР-сумматоры серии АЖ (ФИАН, ЦКБ «Луч»). |
| 1975 | создан мощный ФДЛ с электрической накачкой, мощность — 90 кДж. |
| 1976 | создан 500 КВт электроионизационный CO2-лазер (ЦКБ «Луч», ФИАН). |
| 1977 | начало фактического свёртывания работ по проекту, ввиду практической невозможности выполнения поставленной задачи по эффективному перехвату головных частей баллистических ракет лазером. |
| 1978 | успешно испытан локатор ЛЭ-1, испытания проводились по самолётам, головным частям баллистических ракет и спутникам. |
| 1978 | в рамках переговорного процесса между СССР и США об ограничении стратегических вооружений, американской стороной поднята тема советских экспериментов в области создания лазерного оружия, в том числе «Терра-3». |
| 1989 | визит на испытательный полигон американской правительственной и межведомственной делегации с личного разрешения Генерального секретаря ЦК КПСС М. С. Горбачёва в рамках курса на нормализацию советско-американских отношений по итогам договорённостей, достигнутых в результате встречи М. С. Горбачёва с Президентом США Р. Рейганом в Рейкьявике 11-12 октября 1986 г. |
| 1992 | частичный демонтаж и уничтожение объектов материально-технической базы, передача полигонного комплекса со всей сохранившейся инфраструктурой под юрисдикцию Министерства обороны Республики Казахстан. |

## Итоги проекта
Учитывая то обстоятельство, что объект перестал быть режимным, гарнизонно-караульные мероприятия и меры по охране военного имущества были прекращены. Это обеспечило бесконтрольный доступ на территорию объекта посторонним лицам и, в сочетании со сравнительно низким прожиточным минимумом местного населения, послужило причиной того, что металлические фрагменты экспериментального комплекса были разворованы и пущены на металлолом. Разворовыванию подверглись также любые иные материалы с испытательных площадок комплекса, представляющие ценность в денежном выражении. Невывозу имущества способствовало удалённое расположение объекта, капитальный характер зданий и сооружений, затрудняющий их демонтаж на стройматериалы, и сложности, сопряжённые с проведением такого рода работ в указанной местности. По мнению В. П. Зарубина, работы над проектом «Терра-3», помимо целого ряда сделанных открытий и внесённых рационализаторских предложений, новых знаний в области лазерных технологий, показали, что вероятный противник также в обозримом будущем не сможет решить задач противоракетной обороны с помощью лазеров. В 1994 году Н. Г. Басов, отвечая на вопрос об итогах лазерной программы «Терра-3», сказал: «Ну, мы твёрдо установили, что никто не сможет сбить боеголовку баллистической ракеты лазерным лучом. Отрицательный результат — это тоже результат. А лазеры мы продвинули здорово».

## Зарубежные аналоги
В начале 1980-х гг. руководство военно-промышленного комплекса США, получив и проанализировав разведывательную информацию о ведущихся в СССР работах по взрывным фотодиссоционным лазерам, также распорядилось создать в Лос-Аламосской национальной лаборатории Министерства энергетики США аналогичные лазеры с энергией в диапазоне килоджоулей и начать исследования в области воздействия их излучения на материалы и объекты. Тогда же в начале 1980-х гг. в Лос-Аламосской лаборатории были созданы образцы иодных фотодиссоционных лазеров с накачкой от взрывомагнитного генератора (FEL, AFEL, APWX). Энергия этих лазеров, как сообщалось, не превышала несколько килоджоулей в импульсе, таким образом, по своим техническим характеристикам эти лазеры многократно уступали их советским аналогам.

## Мистификации
За рубежом получила распространение информация о якобы имевшем место случае применения лазерной боевой установки «Терра-3» по американскому космическому кораблю МТКК «Челленджер» во время тринадцатого (STS-41) полёта программы «Спейс Шаттл» 10 октября 1984 года над районом озера Балхаш. По неподтверждённой информации, излучение установки «Терра-3» испытали на себе члены экипажа. Лазерный луч якобы нарушил работу электронной аппаратуры и вызвал сильнейшие недомогания астронавтов. Как отмечает С. Ионин, это была намеренная дезинформация, которая была запущена американской стороной как акция прикрытия собственных программ разработки аналогичных лазерных противоспутниковых систем.
Альтернативную версию событий изложил в 1993 году командующий войсками противоракетной и противокосмической обороны Юрий Вотинцев. В его версии облучение было выполнено с помощью комплекса распознавания космических объектов «Крона».
В скандальных публикациях постсоветского периода описывались случаи поражения лучом установки «Терра-3» неопознанных летающих объектов (НЛО) с сенсационными подробностями: "Летом 1983 года один НЛО сбит с полигона ПВО в Сары-Шаган (Казахстан) экспериментальной лазерной установкой «Терра-З». Якобы сбитый НЛО упал на севере Семипалатинской области, в районе населённого пункта Сосновка, обломки НЛО и предметы, найденные на месте происшествия, были вывезены в Омск, — в печати публиковались и другие сообщения похожего содержания.

## Перспективы возобновления проекта
По мнению французского исследователя советской космонавтики К. Вахтеля проект комплекса распознавания космических объектов «Крона» стал продолжением проекта «Терра-3».
Несмотря на то, что с 2012 г. в РФ было официально анонсировано «воскрешение» советских проектов разработки боевых лазеров для применения их в условиях современной войны и создания лазеров двойного назначения, перспективы разработки лазерных боевых установок наземного базирования остаются пока неясными. С появлением массового количества ударных дронов боевые лазеры стали предпочтительным перспективным средством против них. Перспективные разработки показывают высокую эффективность при малой стоимости.